# Aquatic House Party
Pour plus de détails, voir Fiche technique et Distribution.
Aquatic House Party est un court métrage américain produit par Jack Eaton (en) et sorti en 1949. Helen Morgan est l'actrice principale et joue son propre role.
Il a remporté l'Oscar du meilleur court métrage en prises de vues réelles lors de la 22e cérémonie des Oscars en 1950.

## Synopsis
Le film présente un nouveau modèle de piscine à la fois d'extérieur et d'intérieur.

## Fiche technique
- Producteur : Jack Eaton (en)
- Production :  Grantland Rice Sportlight, Paramount Pictures
- Type : Noir & blanc

## Distinctions
- Oscar du meilleur court métrage en prises de vues réelles[1] (catégorie une bobine).